# Libro de Jeremías
El Libro de Jeremías (en hebreo: ספר יִרְמְיָהוּ‎ (sefer yermiyahu), abreviado Jer. o Jerem. en citas) es el segundo de los Últimos Profetas en la Biblia hebrea, y el segundo de los profetas en el Antiguo Testamento cristiano. El sobrescrito en el capítulo 1,1-3 lo identifica como «las palabras de Jeremías hijo de Hilcías», y coloca el profeta históricamente de las reformas del rey Josías en 627 a. C. hasta el asesinato del gobernador de Judá designado por Babilonia en 582 a. C. De todos los profetas, Jeremías se muestra más claramente como una persona, reflexionando con su escriba Baruc sobre su papel como un siervo de Dios con pocas buenas noticias para su audiencia.
Jeremías está escrito en un hebreo muy complejo y poético (aparte del versículo 10,11, curiosamente escrito en arameo bíblico). Ha llegado en dos versiones distintas, aunque relacionadas: una en hebreo, la otra conocida desde una traducción griega. Los estudiosos han tenido diferentes opiniones en cuanto a cómo reconstruir los aspectos históricos del Libro de Jeremías, debido a las diferencias que cada versión contiene en comparación con la otra. El libro es una representación del mensaje y el significado del profeta destinado sustancialmente a los judíos en el exilio en Babilonia: su propósito es explicar el desastre como la respuesta de Dios a la adoración pagana de Israel: el pueblo, afirma Jeremías, es como una esposa infiel e hijos rebeldes: su infidelidad y rebeldía hacen al juicio inevitable, si bien se anuncia la restauración y un nuevo pacto.

## Estructura
(Tomado de A Brief Introduction to the Old Testament, de Michael D. Coogan; otras fuentes dan divisiones ligeramente diferentes)
Es difícil discernir cualquier estructura en Jeremías, probablemente debido a que el libro tuvo composición histórica muy larga y compleja. Se puede dividir en aproximadamente 6 secciones:
- Capítulos 1–25 (El núcleo más antiguo y principal del mensaje de Jeremías).
- Capítulos 26–29 (Materiales biográficos e interacción con otros profetas).
- Capítulos 30–33 (La promesa de Dios de la restauración incluyendo un «nuevo pacto» en Jeremías, interpretado de manera diferente en el judaísmo y en el cristianismo).
- Capítulos 34–45 (Sobre todo la interacción con Sedequías y la caída de Jerusalén).
- Capítulos 46–51 (El castigo divino a las naciones que rodean a Israel).
- Capítulo 52 (Apéndice que relata nuevamente 2 Reyes 24:18-25:30).

## Sumario

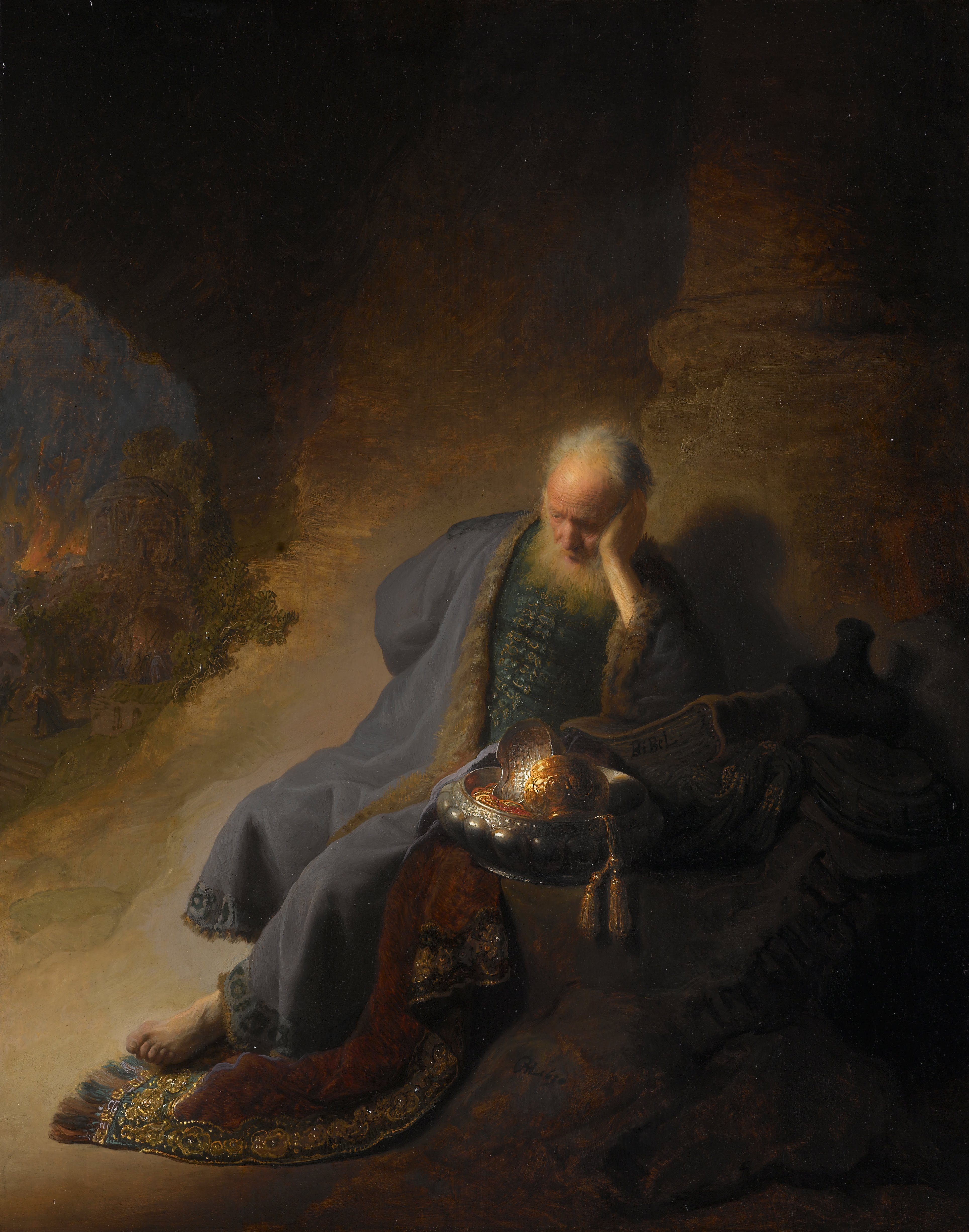
Rembrandt van Rijn, Jeremías lamentando la destrucción de Jerusalén, c. 1630.

### Contexto histórico
El contexto de Jeremías se describe brevemente en el sobrescrito en el libro: Jeremías comenzó su misión profética en el decimotercer año del rey Josías (alrededor de 627 a. C.) y terminó en el undécimo año del rey Sedequías (586 a. C.), con «la cautividad de Jerusalén en el mes quinto». Durante este período, Josías reformó la religión judaíta, Babilonia destruyó Asiria, Egipto impuso brevemente el estatus de vasallo a Judá, Babilonia derrotó a Egipto e hizo a Judá un vasallo de Babilonia (605 a. C.), Judá se rebeló, pero fue subyugado nuevamente por Babilonia (597 a. C.), y Judá se rebeló una vez más. Esta revuelta fue la final: Babilonia destruyó Jerusalén y su Templo y exilió a su rey y muchos de los principales ciudadanos en 586 a. C., poniendo fin a la existencia de Judá como un reino independiente o casi independiente e instaurando el exilio en Babilonia.

### Información general
El libro puede ser convenientemente dividido en partes biográfica, prosa y cadenas poéticas, cada una de los cuales se puede resumir por separado. El material biográfico se encuentra en los capítulos 26–29, 32 y 34–44, y se centra en los acontecimientos que condujeron al sitio y la caída de Jerusalén ante los babilonios en 587 a. C.; proporciona fechas precisas para las actividades del profeta comenzando en 609 a. C. Los pasajes en prosa no biográficos, como el sermón del templo en el capítulo 7 y el pasaje del Pacto en 11:1–17, se encuentran dispersos en todo el libro; muestran claras afinidades con los deuteronomistas, la escuela de escritores y editores que dieron forma a la serie de libros de historia de Jueces a Reyes, y si bien es poco probable que vinieran directamente de Jeremías, es muy posible que tengan sus raíces en las tradiciones acerca de lo que dijo e hizo. El material poético encontrado se encuentra en gran medida en los capítulos 1–25 y consta de oráculos en el que el profeta habla como mensajero de Dios. Estos pasajes, que tratan de la infidelidad de Israel a Dios, el llamado al arrepentimiento, y los ataques contra el sistema religioso y político, son en su mayoría sin fecha, y no tienen ningún contexto claro, pero es ampliamente aceptado que representan las enseñanzas de Jeremías, y que son la etapa más temprana del libro. Junto con ellos, y también, probablemente, un reflejo del auténtico Jeremías, son pasajes más poéticos de carácter más personal, que han sido denominados confesiones de Jeremías o diario espiritual. En estos poemas el profeta sufre por el aparente fracaso de su misión, es consumido por la amargura a los que se le oponen o lo ignoran.

## Composición

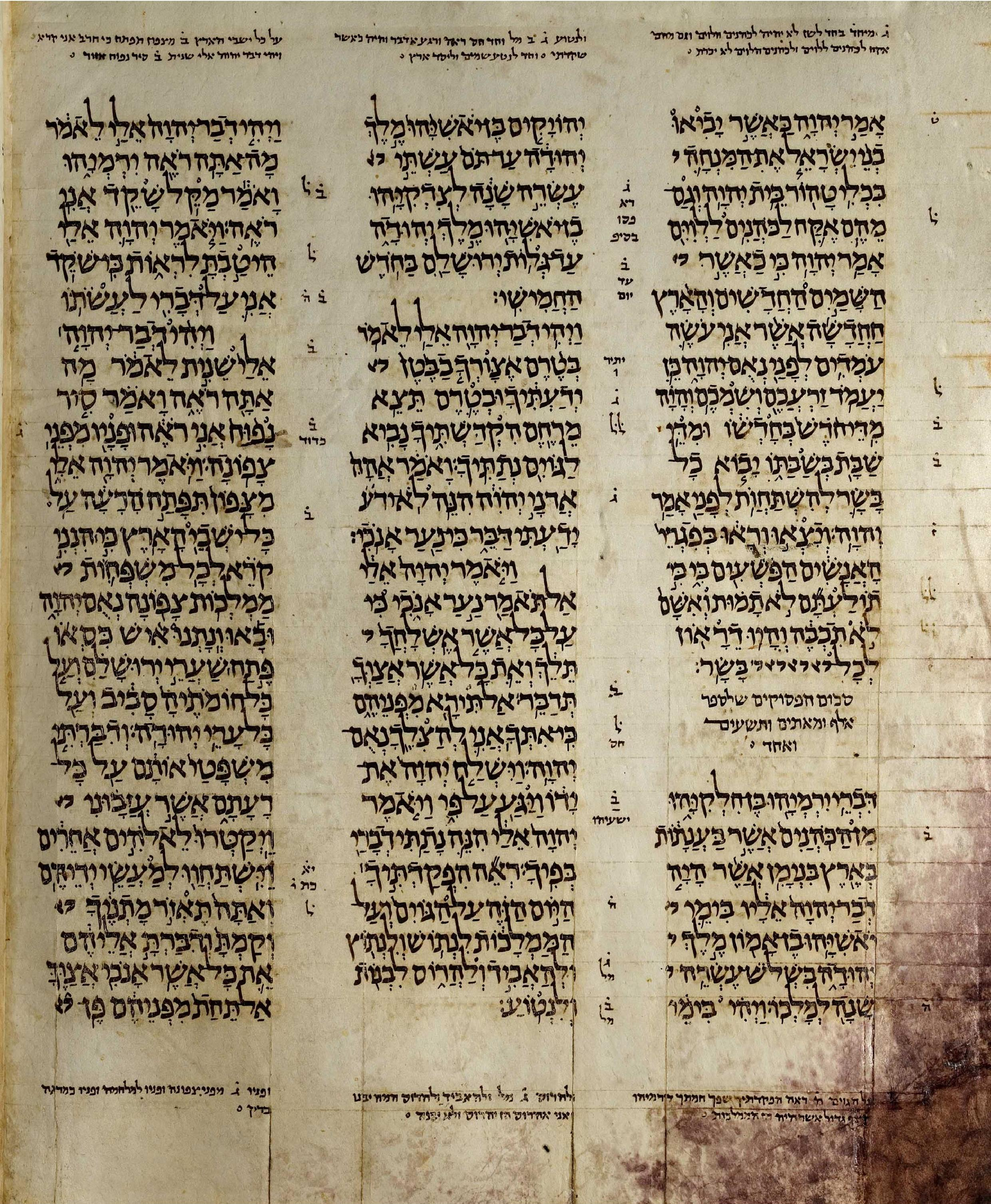
Fragmento antiguo del libro de Jeremías en Hebreo.

### Visión general
Jeremías existe en dos versiones, la griega (es decir, una traducción griega de un texto escrito originalmente en hebreo) y la hebrea, representando la traducción griega a la versión anterior. El texto más largo aparentemente fue desarrollado para reemplazar al más corto; la versión más corta en última instancia se convirtió en canónica en las iglesias ortodoxas griegas, mientras que la más larga fue adoptada en el judaísmo y en las iglesias cristianas occidentales.
Está generalmente acordado que los tres tipos de materiales intercalados en todo el libro (poético, narrativo y biográfico) provienen de diferentes fuentes o círculos. Los oráculos auténticos de Jeremías probablemente se encuentran en las secciones poéticas de los capítulos 1–25, pero el libro en su conjunto ha sido fuertemente editado y aumentado por los seguidores (incluyendo quizás al compañero del profeta, el escriba Baruc) y las generaciones posteriores de deuteronomistas. La fecha de las versiones finales del libro (en griego y en hebreo) puede ser sugerida por el hecho de que el griego muestra preocupaciones típicas del período persa temprano, mientras que el masorético (es decir, el hebreo) muestra perspectivas que, aunque conocidas en el período persa, no alcanzaron su realización hasta el segundo II a. C.

### Textos y manuscritos
Jeremías existe en dos versiones, una traducción griega, llamada la Septuaginta, que data de los últimos siglos antes de Cristo y se encuentra en los manuscritos cristianos más antiguos, y el texto masorético hebreo de las biblias judías tradicionales; la versión griega es aproximadamente un octavo más corta que la hebrea, y organiza el material de manera diferente. No se encontraron equivalentes de ambas versiones entre los Rollos del Mar Muerto, por lo que es claro que las diferencias marcan etapas importantes en la transmisión del texto. La mayoría de los estudiosos sostienen que el texto hebreo en que se basa la versión de los Setenta es más antigua que el texto masorético, y que el masorético evolucionó bien de esta o de una versión estrechamente relacionada.

### Desarrollo literario
El Libro de Jeremías aumentó durante un largo período de tiempo. La etapa griega, esperando la caída de Babilonia y alineándose en lugares con el Segundo Isaías, ya había visto gran redacción (edición), en términos de estructura general; los sobrescritos (frases identificando los pasajes siguientes como las palabras de Dios o de Jeremías); la asignación de los escenarios históricos; y la disposición de material; y pueden haber sido completado por el período tardío del exilio (última mitad del siglo VI a. C.); las etapas iniciales de la versión hebrea masorética pueden haber sido escritas no mucho tiempo después, aunque el capítulo 33:14–26 apunta a un ajuste de tiempos post-exilio.

### Jeremías y Baruc
De acuerdo con su apertura versos del libro registra las declaraciones proféticas del sacerdote Jeremías hijo de Hilcías, «a quien vino la palabra de YHWH en los días del rey Josías» y después. Jeremías vivió durante un período turbulento, los últimos años del reino de Judá, desde la muerte del rey Josías (609 a. C.) y la subsiguiente pérdida de la independencia, a través de la destrucción de Jerusalén por los babilonios y el exilio de gran parte de su población (587/586 a. C.). El libro representa un profeta muy introspectivo, impetuoso y con frecuencia enojado por el papel en el que ha sido empujado, alternando sus esfuerzos para advertir a las personas con súplicas a Dios por misericordia, hasta que recibe la orden de «no orar más por este pueblo». Él se dedica al amplio arte de acción, caminando por las calles con un yugo sobre el cuello y participando en otros esfuerzos para atraer la atención. Él es vejado y toman represalias contra él, es lanzado en la cárcel como resultado, y en cierta ocasión es arrojado a una cisterna para morir, de dónde es sacado.

### Jeremías y los deuteronomistas
Los deuteronomistas fueron una escuela o movimiento que editó los libros de Josué, Jueces, Samuel y Reyes en una historia más o menos unificada de Israel (la denominada Historia Deuteronomista) durante el exilio judío en Babilonia (siglo VI a. C.). Se argumenta que los deuteronomistas jugaron un papel importante en la producción del libro de Jeremías; por ejemplo, hay un lenguaje claramente deuteronomista en el capítulo 25, en el que el profeta mira en retrospectiva, a más de veintitrés años de la profecía desatendida. Desde la perspectiva deuteronomista el papel profético implicaba, más que nada, la preocupación con la ley y el pacto a la costumbre de Moisés. En esta lectura, Jeremías fue el último de una larga línea de profetas enviados a advertir a Israel de las consecuencias de la infidelidad a Dios; a diferencia de los deuteronomistas, para quienes el llamado al arrepentimiento fue siempre central, Jeremías parece en algún momento de su carrera haber decidido que más intercesión era inútil, y que el destino de Israel estaba sellado.

### Jeremías como un nuevo Moisés
El sobrescrito del libro afirma que Jeremías estuvo activo durante cuarenta años, desde el año trece de Josías (627 a. C.) hasta la caída de Jerusalén en el año 587 a. C. Se desprende de los últimos capítulos del libro, sin embargo, que él continuó hablando en Egipto después del asesinato de Gedalías, gobernador de Judá designado por Babilonia, en 582 a. C. Esto sugiere que el sobrescrito está tratando de hacer un punto teológico sobre Jeremías al compararlo a Moisés: Moisés pasó cuarenta años guiando a Israel de la esclavitud en Egipto a la Tierra Prometida, y los cuarenta años de Jeremías viendo a Israel exiliado de la tierra y, en última instancia, el propio Jeremías exiliado en Egipto.

## Temas

### Pacto
La mayor parte de la predicación profética de Jeremías se basa en el tema de la alianza entre Dios e Israel (Dios protegería a la gente a cambio de su adoración exclusiva a él): Jeremías insiste en que el pacto es condicional, y puede ser roto por la apostasía de Israel (adoración de dioses distintos de Yahweh, Dios de Israel). El pueblo, dice Jeremías, es como una esposa infiel e hijos rebeldes: su infidelidad y rebeldía hace al juicio inevitable. Intercalados con esto están las referencias al arrepentimiento y la renovación, aunque no está claro si Jeremías pensó que el arrepentimiento podría evitar el juicio o si de todas maneras Israel sería juzgado. El tema de la restauración es más fuerte en el capítulo 31:32, que vislumbra un futuro en el que es hecho un nuevo pacto con Israel y Judá, uno que no se romperá. Este es el tema del pasaje del «nuevo pacto» en el capítulo 31:31–34, basándose en la relación en el pasado de Israel con Dios a través de la alianza en el Sinaí para prever un nuevo futuro, en el que Israel va a ser obediente a Dios.

### Las «Confesiones» de Jeremías
Los estudiosos han identificado varios pasajes de Jeremías que se pueden entender como «confesiones»; se producen en la primera sección del libro (capítulos 1–25) y son 11:18–12:6, 15:10–21, 17:14–18, 18:18–23 y 20:7–18. En estos pasajes, Jeremías expresa su descontento con el mensaje que él debe entregar, pero también su firme compromiso con el llamado divino a pesar de que él no lo había solicitado. Además, en varias de estas «confesiones», Jeremías ora para que el Señor se vengue de sus perseguidores (por ejemplo, Jeremías 12:3).
Las «confesiones» de Jeremías son un tipo de lamento individual. Estos lamentos se encuentran en otros lugares en los Salmos y el Libro de Job. Como Job, Jeremías maldice el día de su nacimiento (Jeremías 20:14–18 y Job 3:3–10). Del mismo modo, la exclamación de Jeremías «Porque oí la murmuración de muchos, temor de todas partes» (Jeremías 20:10) coincide con Salmos 31:13 exactamente. Sin embargo, los lamentos de Jeremías son únicos por su insistencia en que él ha sido llamado por Yahweh para entregar sus mensajes. Estos lamentos «ofrecen una mirada única a la lucha interna del profeta con la fe, la persecución y el sufrimiento humano».

### Gestos proféticos
Los gestos proféticos, también conocidos como actos inscritos o acciones simbólicas, eran una forma de comunicación en la que un mensaje fue entregado mediante la realización de acciones simbólicas. No es exclusivo del libro de Jeremías, estos eran con frecuencia extraños y violaban las normas culturales de la época (por ejemplo, Ezequiel 4:4–8). Sirvieron los efectos de tanto ilustrar a la audiencia y causar que la misma haga preguntas, dando al profeta la oportunidad de explicar el significado de la conducta. El redactor de los eventos en el texto escrito, no tenía ni la misma audiencia ni, posiblemente, la misma intención que Jeremías tenía en la realización de estos gestos proféticos.
La siguiente es una lista (no exhaustiva) de acciones simbólicas destacables que se encuentran en Jeremías:
- Jeremías 13:1-11. El uso, el entierro, y la recuperación de un cinturón de lino.
- Jeremías 16:1-9. El rehuir de las costumbres esperadas del matrimonio, luto, y la celebración general.
- Jeremías 19:1-13. La adquisición de una jarra de arcilla y la ruptura de dicha jarra delante de los líderes religiosos de Jerusalén.
- Jeremías 27-28. El uso de un yugo de bueyes y su posterior rotura por el profeta falso Ananías.
- Jeremías 32:6-15. La compra de un campo en Anatot por el precio de diecisiete shekels de plata.
- Jeremías 35:1-19. La ofrenda de vino para los recabitas,tribu conocida por vivir en tiendas de campaña que momento vivían en la Jerusalén sitiada por los babilónios, quiénes se negaron a beber vino, ésto ocurrió en el Templo, lo cual es una parte importante de la ruptura de las normas sociales.

## Arqueología
En el año 2012, la arqueóloga Eilat Mazar anunció que ella y su equipo habían descubierto dos bulas en sus excavaciones en la Ciudad de David, las cuales llevaban los nombres de dos personas que aparecen mencionadas en el Libro de Jeremías: una de Jucal, hijo de Selemías (cf. Jer. 37:3), y otra de Gedalías, hijo de Pasur (cf. Jer. 38:1). Otros personajes también descubiertos por la arqueología incluyen al oficial Gemarías, hijo de Safán (cf. Jer. 36:10), los oficiales de Nabucodonosor II Nebo-sarsekim y Nergal-Sharezer (cf. Jer. 39:3) e incluso otro oficial en jefe de dicho rey llamado Nabuzaradán (cf. Jer. 39:9).
También se han encontrado sellos e inscripciones que parecen referirse a Baalís, rey de los ammonitas (cf. Jer. 40:14) y a Jananías, hijo de Azzur (cf. Jer. 28:1), aunque en ambos casos existen dudas acerca de la identificación con los personajes bíblicos.

## Interpretación e influencia posterior

### Judaísmo
La influencia de Jeremías durante y después del exilio fue considerable en algunos círculos, y tres libros adicionales, el Libro de Baruc, Lamentaciones, y la Carta de Jeremías, le fueron atribuidos en el judaísmo del Segundo Templo (el judaísmo del período comprendido entre la construcción del Segundo Templo en alrededor de 515 a. C. y su destrucción en el año 70); en la Septuaginta griega se encuentran entre Jeremías y el Libro de Ezequiel, pero solamente Lamentaciones está incluido en las biblias judías modernas y las protestantes, la Carta de Jeremías aparece en las biblias católicas como el sexto capítulo de Baruc. Jeremías es mencionado por su nombre en Crónicas y el Libro de Esdras, ambos fechados en el período persa posterior, y su profecía de que el exilio babilónico duraría 70 años fue retomada y actualizada por el autor del Libro de Daniel.

### Cristianismo
La comprensión de los primeros cristianos de que Jesús representaba un «nuevo pacto» (1 Corintios 11:25 y Hebreos 8:6-13) se basa en Jeremías 31:31-34, donde se anuncia que un futuro Israel se arrepentirá y dará a Dios la obediencia que él exige. La representación de los evangelios de Jesús como un profeta perseguido debe mucho al relato de los sufrimientos de Jeremías en los capítulos 37-44, así como a las «Canciones del Siervo Sufriente» en Isaías.